# Островское сельское поселение (Костромская область)
Остро́вское се́льское поселе́ние — муниципальное образование в составе Островского района Костромской области России, ранее село Семёновское-Лапотное, основано в XVII веке.
Административный центр — деревня Гуляевка.

## История
Село Семёновское-Лапотное было основано в XVII веке и являлось центром одноимённой волости в составе Кинешемского уезда Костромской губернии.
Решением ВЦИК об административном делении губерний в 1929 году был образован Семёновский район в составе Ивановской промышленной области. В июне 1929 года прошёл I районный съезд Советов, избравший местные органы. В октябре 1929 года в селе был создан колхоз ‘"Новый путь" из 12 бедняцких хозяйств, а затем МТС. Были построены электростанция, льнозавод, кинотеатр.
В 1931 году в районе начался выпуск газеты «Колхозник», в 1932 году началось радиовещание.
В 1944 году Семёновский район вернулся во вновь образованную Костромскую область, а к 125-летию со дня рождения великого русского драматурга А. Н. Островского в 1948 году был переименован в его честь.
В 1956 году, в связи с 70-летием со дня кончины Островского, было переименовано и само село.

## Административное деление
Островское сельское поселение образовано 30 декабря 2004 года в соответствии с Законом Костромской области № 237-ЗКО, установлены статус и границы муниципального образования.
11 февраля 2010 года в соответствии с Законом Костромской области № 575-4-ЗКО в состав Островского сельского поселения включены упразднённые Хомутовское и Юрьевское сельские поселения.
Законом Костромской области от 16 июля 2018 года были упразднены Александровское и Игодовское сельские поселения, влитые в Островское сельское поселение с центром в деревне Гуляевка.

## Население
| 2008  | 2010  | 2012  | 2013  | 2014  | 2015  | 2016  |
| ----- | ----- | ----- | ----- | ----- | ----- | ----- |
| 3078  | ↘2647 | ↘2558 | ↘2459 | ↘2441 | ↘2394 | ↘2366 |
| 2017  | 2018  | 2019  | 2020  | 2021  |       |       |
| ↘2356 | ↘2307 | ↗3393 | ↘3224 | ↘2622 |       |       |

## Состав сельского поселения
| №  | Населённый пункт | Тип населённого пункта  | Население |
| -- | ---------------- | ----------------------- | --------- |
| 1  | Ананьино         | деревня                 | ↗4        |
| 2  | Бабаново         | деревня                 | ↗30       |
| 3  | Белконосово      | деревня                 | →0        |
| 4  | Борок            | деревня                 | ↘36       |
| 5  | Гармониха        | деревня                 | →6        |
| 6  | Горюшки          | деревня                 | ↘24       |
| 7  | Григорцево       | деревня                 | ↗19       |
| 8  | Гуляевка         | деревня                 | ↗700      |
| 9  | Ермово           | деревня                 | →0        |
| 10 | Жабревка         | деревня                 | ↘73       |
| 11 | Задняя           | деревня                 | →0        |
| 12 | Иванковица       | село                    | →0        |
| 13 | Ивахово          | деревня                 | ↘4        |
| 14 | Инега            | деревня                 | ↗20       |
| 15 | Калентьево       | деревня                 | ↘1        |
| 16 | Квашнино         | деревня                 | ↗5        |
| 17 | Климово          | деревня                 | ↗169      |
| 18 | Красная Поляна   | посёлок                 | ↗486      |
| 19 | Кузьминка        | деревня                 | ↗7        |
| 20 | Ливенка          | деревня                 | →7        |
| 21 | Логиново         | деревня                 | ↗345      |
| 22 | Максаково        | деревня                 | →0        |
| 23 | Медведки         | деревня                 | ↗67       |
| 24 | Митрофаново      | деревня                 | →0        |
| 25 | Михальцево       | деревня                 | →0        |
| 26 | Новая            | деревня                 | →0        |
| 27 | Новоселки        | деревня                 | ↗130      |
| 28 | Осиновик         | деревня                 | →0        |
| 29 | Осипово          | деревня                 | ↗7        |
| 30 | Островское       | железнодорожная станция | ↘96       |
| 31 | Парфеньево       | деревня                 | ↘74       |
| 32 | Пески            | деревня                 | ↗61       |
| 33 | Сальково         | деревня                 | ↗13       |
| 34 | Селиваниха       | деревня                 | ↗8        |
| 35 | Сокерино         | деревня                 | →0        |
| 36 | Сосновец         | деревня                 | →0        |
| 37 | Студенец         | деревня                 | ↘3        |
| 38 | Тарабыкино       | деревня                 | ↗31       |
| 39 | Фёдорково        | деревня                 | ↗14       |
| 40 | Федулово         | деревня                 | →0        |
| 41 | Хомутово         | село                    | ↗245      |
| 42 | Чёрная           | деревня                 | →4        |
| 43 | Шумково          | деревня                 | ↘19       |
| 44 | Юрьево           | село                    | ↘158      |
| 45 | Якуниха          | деревня                 | ↗48       |
| 46 | Александровское  | посёлок                 | ↗718      |
| 47 | Берёзовка        | деревня                 | →0        |
| 48 | Вотчинка         | деревня                 | ↗20       |
| 49 | Вязовка          | деревня                 | ↘3        |
| 50 | Данильцево       | деревня                 | ↗17       |
| 51 | Заборье          | село                    | ↗264      |
| 52 | Зверниха         | деревня                 | ↗1        |
| 53 | Киленки          | деревня                 | ↗15       |
| 54 | Одинчиха         | деревня                 | →0        |
| 55 | Онопиха          | деревня                 | ↗1        |
| 56 | Осипиха          | деревня                 | →0        |
| 57 | Починок          | деревня                 | →0        |
| 58 | Дубяны           | село                    | ↗151      |
| 59 | Ерыково          | деревня                 | ↘0        |
| 60 | Займище          | деревня                 | →0        |
| 61 | Игодово          | село                    | ↗617      |
| 62 | Лебедево         | деревня                 | ↗18       |
| 63 | Леонково         | деревня                 | →0        |
| 64 | Макарово         | деревня                 | ↘0        |
| 65 | Новошино         | деревня                 | ↘9        |
| 66 | Рязаново         | село                    | →0        |

## Известные уроженцы района[2]
- А.Н. Островский, драматург.
- Р.И. Воронцов, государственный деятель, граф.
- Петр Григорьевич Бардаков, командир костромского ополчения 1812 года.
- Б. М. Кустодиев, художник.